# Cantón de Saint-Paterne
El cantón de Saint-Paterne era una división administrativa francesa, que estaba situada en el departamento de Sarthe y la región de Países del Loira.

## Composición
El cantón estaba formado por diecisiete comunas:
- Ancinnes
- Arçonnay
- Bérus
- Béthon
- Bourg-le-Roi
- Champfleur
- Chérisay
- Le Chevain
- Fyé
- Gesnes-le-Gandelin
- Grandchamp
- Livet-en-Saosnois
- Moulins-le-Carbonnel
- Oisseau-le-Petit
- Rouessé-Fontaine
- Saint-Paterne
- Thoiré-sous-Contensor

## Supresión del cantón de Saint-Paterne
En aplicación del Decreto n.º 2014-234 de 24 de febrero de 2014, el cantón de Saint-Paterne fue suprimido el 22 de marzo de 2015 y sus 17 comunas pasaron a formar parte; trece del nuevo cantón de Sillé-le-Guillaume y cuatro del nuevo cantón de Mamers.